# Rent spel (roman)
Rent spel är en roman av Tove Jansson, första gången publicerad 1989. Romanen skildrar den nära vänskapen mellan två konstnärligt arbetande kvinnor, Jonna och Mari, som bor i varsin lägenhet i samma hus. De är på många sätt ganska olika varandra, men kanske just därför kan de komplettera varandra. Som i de flesta relationer handlar det om ett givande och ett tagande, kompromisser och att kunna kommunicera med varandra, så förhållandet överlever alltid även om det förändras i takt med att människorna gör det. 
Kapitlen i boken är skrivna som fristående berättelser och boken karaktäriseras ofta som en novellsamling. Några av berättelserna har återutgetts även i novellsamlingen Meddelande. Noveller i urval 1971-1997.